# Стампа
Стампа (итал. Stampa) — деревня и бывшая коммуна в Швейцарии в долине Брегалья, кантон Граубюнден. Население составляло 595 человек на 2008 год. Официальный код — 3775. 1 января 2010 года вместе с коммунами Викосопрано, Кастазенья, Бондо и Сольо вошла в состав новой коммуны Брегалья.
Входит в состав региона Малоя (до 2015 года входила в округ Малоя).
На выборах в 2007 году наибольшее количество голосов получила Швейцарская народная партия (57,2 %), за Христианско-демократическую народную партию Швейцарии проголосовали 2,6 %, за Социал-демократическую партию Швейцарии — 22,5 %, за Свободную демократическую партию — 16,2 %.

## Географическое положение
До слияния площадь Стампы составляла 94,82 км². 14,2 % площади составляли сельскохозяйственные угодья, 18,8 % — леса, 0,8 % территории было заселено, 66,1 % заняты природными объектами.

## История
Коммуна впервые упоминается в 1354 году как Stamppa. 1 января 2010 года коммуны Викосопрано, Бондо, Кастазенья, Стампа и Сольо объединились в новую коммуну Брегалья.

## Население
На 2008 год население Стампа составляло 595 человека (48,4 % мужчин, 51,6 % женщин). На 2000 год 27,68 % жителей говорило на немецком языке, 1,88 % — на романшском, 66,10 % — на итальянском. 12,2 % населения были в возрасте до 9 лет, 11,5 % — от 10 до 19 лет, 7,7 % — от 20 до 29 лет, 13,2 % — от 30 до 39 лет, 15,8 % — от 40 до 49 лет, 13,4 % — от 50 до 59 лет, старше 60 лет было 26,2 % населения. На 2005 год уровень безработицы составлял 1,71 %.

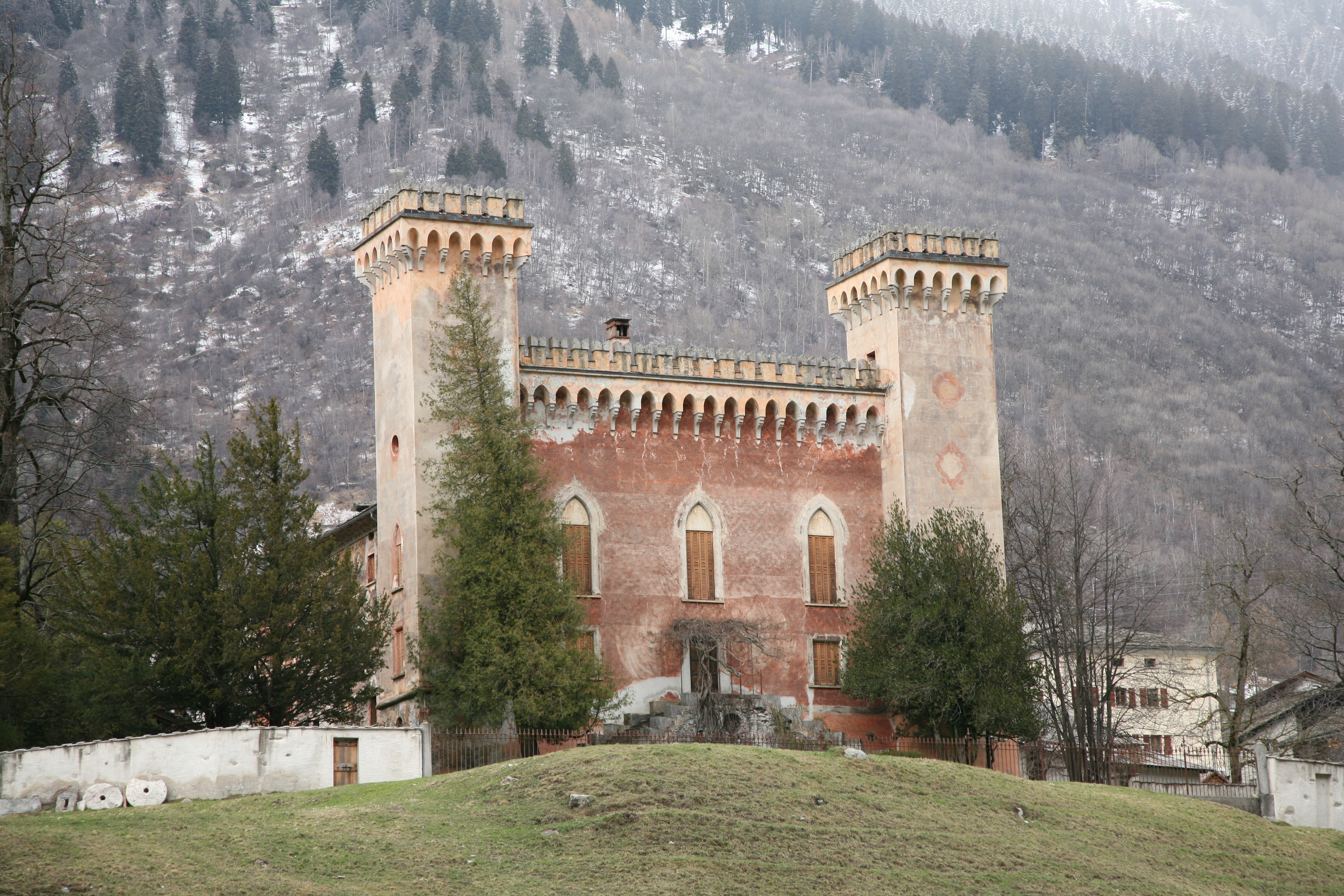
Палаццо Кастельмюр

| 1850 | 1900 | 1950 | 2000 | 2008 |
| ---- | ---- | ---- | ---- | ---- |
| 328  | 445  | 414  | 531  | 595  |

## Палаццо Кастельмюр
В Стампе находится палаццо Кастельмюр (Сastelmur), купленный муниципалитетом у владельцев в 1961 году и превращенный музей. Первоначальное здание было построено аристократической семьёй Редольфи в 1723 году, к 1854 году оно было перестроено новым владельцем Джованни Кастельмюром (1800–1871) в замок в венецианско-ломбардском стиле.